# 程邈
程 邈（てい ばく）は、秦の始皇帝の時代の人とされ、伝説によると隷書（一説に篆書）を発明したという。

## 伝承
程邈の出身は文献によって「下杜」・「下邽」など、さまざまに書かれる。下杜であれば陝西省西安市雁塔区、下邽であれば陝西省渭南市臨渭区にあたる。
程邈に関するもっとも古い文献は『説文解字』叙で、始皇帝が下杜の程邈に命じて篆書（小篆）を考案させたとする。段玉裁によるとおそらく篆書でなく隷書の誤りだろうという。
蔡邕『聖皇篇』（唐の張懐瓘『書断』が引用する）には「程邈刪古立隷文」という句が見える。
より詳しい記事は『晋書』衛恒伝に見え、それによると程邈は下杜の人で、北徴県（陝西省渭南市澄城県）の県衙の獄吏をしていたが、始皇帝のときに罪を犯して自分自身も雲陽に投獄された。獄中で大篆をもとにして便利な書体である小篆あるいは隷書を考案し、これを始皇帝に奏上したところ、罪を許されて、御史の官を授けられた。
唐の張懐瓘『書断』も大体同様だが細かい箇所が異なり、程邈は下邽の人で、字を元岑といい、県衙の獄吏であったが、始皇帝のときに雲陽に投獄された。獄中で小篆をもとにして十年かけて隷書3000字を作成し、始皇帝に奏上したところ、罪を許されて、御史の官を授けられたという。
『漢書』芸文志・小学の顔師古注によると、程邈は小篆と隷書の両方を考案したとする。
現在では隷書の発明を程邈という個人に帰する考えは認められない。1980年に四川省青川県で発見された紀元前300年前後の青川木牘に隷書の原型と思われる字が用いられていることから、隷書は戦国時代以降、長い時間をかけて成立したものと考えるのが一般的である。